# Доктор Мурек (фильм, 1939)
«Доктор Мурек» (пол. Doktór Murek) — польский чёрно-белый художественный фильм, драма 1939 года. Экранизация двух повестей Тадеуша Доленги-Мостовича.

## Сюжет
Доктор Франтишек Мурек, юрист, в результате интриг теряет место служащего. Во всей стране господствует кризис и безработица, даже в столице нет никакого свободного места для юриста. Вывоз отходов — единственная работа, какую Муреку удалось найти. Он вынуждено вступает в связь с преступниками и сам становится циничным преступником.

## В ролях
- Франтишек Бродневич — доктор Франтишек Мурек
- Янина Вильчувна — Нира
- Ина Бенита — Каролька
- Ядвига Анджеевская — Мика Бжиньская
- Нора Ней — Арлета, танцовщица
- Александр Зельверович — промышленник Ян Чабран, отец Тунки
- Мечислава Цвиклиньская — Чабранова, мать Тунки
- Лидия Высоцкая — Тунка, дочь Чабранов
- Казимеж Юноша-Стемповский — Фред Язвич
- Ванда Яршевская — гадалка
- Тадеуш Каньски — «Чёрный Казик», жених Арлеты
- Здзислав Карчевский — квартирант гадалки, компаньон «Чёрного Казика»
- Юлиан Кшевиньский — отец Ниры
- Станислав Селяньский  — Ципак, мужчина из приюта
- Хелена Грушецкая — хозяйка Мурека
- Ромуальд Герасеньский — портье
- Ирена Скверчиньская — повариха
- Янина Кшимуская — повариха
- Хенрик Малковский — официант
- Зыгмунт Хмелевский
- Ханна Бжезиньская
- Ядвига Букоемская
- Мария Жабчинская – жена Казика
- Хелена Зарембина и др.